# Challenger de Wuxi 2024
El torneo Wuxi Open 2024 fue un torneo de tenis perteneció al ATP Challenger Tour 2024 en la categoría Challenger 75. Se trató de la 1ª edición; el torneo tuvo lugar en la ciudad de Wuxi (China), desde el 6 hasta el 12 de mayo de 2024 sobre pista dura al aire libre.

## Jugadores participantes del cuadro de individuales
| Preclasificado | País                                  | Jugador         | Rank1 | Posición en el torneo |
| 1              | Bandera de Australia                  | Max Purcell     | 80    | Segunda ronda         |
| 2              | Bandera de Australia                  | James Duckworth | 113   | Baja                  |
| 3              | Bandera de Australia                  | Adam Walton     | 119   | Cuartos de final      |
| 4              | Bandera de la República Popular China | Bu Yunchaokete  | 167   | CAMPEÓN               |
| 5              | Bandera de Estados Unidos             | Maxime Cressy   | 178   | Primera ronda         |
| 6              | Bandera de Italia                     | Mattia Bellucci | 182   | Primera ronda         |
| 7              | Bandera de Kazajistán                 | Beibit Zhukayev | 182   | Primera ronda         |
| 8              | Bandera de Corea del Sur              | Hong Seong-chan | 187   | Segunda ronda         |
| 9              | Bandera de Australia                  | Li Tu           | 193   | Primera ronda         |

- 1 Se ha tomado en cuenta el ranking del 22 de abril de 2024.

### Otros participantes
Los siguientes jugadores recibieron una invitación (wild card), por lo tanto ingresan directamente al cuadro principal (WC):
- Li Hanwen
- Te Rigele
- Zhou Yi

Los siguientes jugadores ingresan al cuadro principal tras disputar el cuadro clasificatorio (Q):
- Bai Yan
- Rémy Bertola
- Cui Jie
- James McCabe
- Sun Fajing
- Xiao Linang

## Campeones

### Individual Masculino
- Bu Yunchaokete derrotó en la final a  Egor Gerasimov por 6–4, 6–1

### Dobles Masculino
- Calum Puttergill /  Reese Stalder derrotaron en la final a  Toshihide Matsui /  Kaito Uesugi por 7–6(8), 7–6(4)